# ديفيد ماثايو ديفيد
ديفيد ماثايو ديفيد (من مواليد 24 يوليو 1969) هو سياسي تنزاني من حزب الثورة، وعضو في البرلمان عن نفس الدائرة الانتخابية في الغرب منذ 2005. وهو الوزير الحالي للثروة الحيوانية وتنمية الثروة السمكية.

## خلفية
تخرج ماثايو المعروف سابقًا باسم ديفيد مسويا من جامعة سوكوين في موروجورو بدرجة البكالوريوس في الطب البيطري في عام 1997. ومن المعروف أنه هاجر إلى بوتسوانا للتدريس في كلية زراعية في سيروي. وأثناء وجوده في بوتسوانا «فاز» في انتخابات نائباً عن غرب نفس المكون في تنزانيا، وتم اختياره لمنصب نائب وزير التجارة والصناعة. يشغل حاليا منصب نائب وزير الزراعة.
كان ماثيو أحد أصغر النواب الذين يتولون منصبًا وزاريًا. كان اختياره مثالاً لأسلوب القيادة الجديد للرئيس كيكويتي الذي تجاهل العمر كعامل وقيم التعليم والموهبة. كانت مؤهلات ماثايو موضع نقاش في الجمهور منذ اختياره لمنصبه الوزاري الحالي. يتساءل الكثيرون كيف تمكن من تحقيق جميع مؤهلاته العليا في 5 سنوات أثناء العمل بدوام كامل في بوتسوانا. وفقًا للسيرة الذاتية على الإنترنت، تخرج في عام 1997 وهذا المؤهل كطبيب بيطري لا جدال فيه. من هنا ذهب للتدريس في كلية في سيروي بوتسوانا حيث حصل أيضًا على درجة الماجستير 1998-2001، ثم حصل على درجة الماجستير (2000-2001)، ثم الدكتوراه في الزراعة (2001-2003). يعتقد الكثير من الأشخاص الذين يعرفون ماثايو شخصيًا بما في ذلك محاضروه بجامعة سوكوين أن مؤهلاته بعد التخرج وخاصة الدكتوراه من غير المرجح أن تكون أصلية. ومؤخراً كتبت لجنة الجامعات التنزانية رسالة تفيد بأنهم تحققوا من صحة شهادات ماثيو. ومع ذلك لا يزال السؤال مطروحًا عما إذا كانت اللجنة قد تحققت من الشهادات أو الدراسات والمؤهلات الفعلية لماثايو.